# Edition bücherlese
Die edition bücherlese ist ein Schweizer Verlag mit Sitz in Luzern, Mitglied von SWIPS (Swiss Independent Publishers).

## Geschichte
Gegründet wurde der Verlag 2013 von Judith Kaufmann in Hitzkirch. Im Jahr 2018 zog das Unternehmen nach Luzern. 

## Programm
Verlegt werden überwiegend belletristische Werke Schweizer Autoren. Im Programm des Verlags finden sich neben Debütromanen, etwa von Martina Clavadetscher, Barbara Geiser, Beat Vogt oder Tabea Steiner, auch Bücher von bereits etablierten Schreibenden wie Max Huwyler oder Peter Weibel. Die edition bücherlese hat 2015 das gesamte Verlagsprogramm des Ende 2014 aufgelösten Verlags von Martin Wallimann übernommen.

## Autoren (Auswahl)
- Dominik Brun
- Rudolf Bussmann
- Julian Dillier
- Lisa Elsässer
- Ana Lang
- Virgilio Masciadri
- Rut Plouda
- Beat Portmann
- Theres Roth-Hunkeler
- Hansjörg Schertenleib
- Monika Stocker
- Verena Stössinger
- André David Winter